# Alice Benjamin
Pour les articles homonymes, voir Benjamin.
Alice Benjamin est une médecin québécoise née à Piravom, en Inde, le 9 septembre 1945.
Elle se spécialise en médecine fœtale et maternelle. Elle fait partie de plusieurs comités médicaux et scientifiques et est membre de plusieurs associations. Entre autres, elle est membre du Comité d'admission à l'Université McGill et de plusieurs comités médicaux à l'Hôpital Royal Victoria.

## Distinctions
- 1993 -  Chevalier de l'Ordre national du Québec
- 2020 -  Officier de l'Ordre du Canada